# Valery Larbaud
Valery Larbaud (ur. 29 sierpnia 1881 w Vichy, zm. 2 lutego 1957 w Vichy) – francuski pisarz i tłumacz. Tworzył również pod pseudonimami A.-O. Barnabooth, L. Hagiosy, czy X. M. Tourmier de Zamble. 

## Dzieła
Poniższa lista zawiera dzieła Valery Larbaud:
- Poèmes par un riche amateur (1908)
- Fermina Márquez (1911)
- Barnabooth (1913)
- Ode (1913)
- Enfantines (1918)
- Beauté, mon beau souci... (1920)
- Amants, heureux amants (1921)
- Mon plus secret conseil... (1923)
- Ce vice impuni, la lecture. Domaine anglais (1925)
- Allen (1927)
- Jaune bleu blanc (1927)
- Notes sur Racan (1928)
- Aux couleurs de Rome (1938)
- Ce vice impuni, la lecture. Domaine français (1941)
- Sous l’invocation de saint Jérôme (1944)
- Lettres à André Gide (1948)
- Chez Chesterton (1949)
- Ode à une blanchisseuse (1949)